# Bảo thạch sơn
Bảo thạch sơn (tiếng Nga: Гора самоцветов, tiếng Anh: Mountain of Gems, tiếng Trung: 宝石山), còn có tên khác là Chúng ta sống ở Nga (tiếng Nga: Мы живем в России, tiếng Anh: We Live in Russia, tiếng Trung: 我們住俄國), là một loạt phim hoạt hình đồng thoại của nhà sản xuất Aleksandr Tatarsky, phát sóng trên Đài truyền hình Nước Nga các giai đoạn 2005 - 2011 và 2017 - 2025.

## Nội dung
- Chúng ta sống ở Nga (Мы живем в России): Giới thiệu đặc trưng các sắc tộc Nga và những quốc gia có chung biên giới với Nga. Mỗi phim chừng 5 phút.
- Bảo thạch sơn (Гора самоцветов): Kể một đồng thoại đặc trưng cho văn hóa - lịch sử các sắc tộc Nga và những quốc gia có chung biên giới với Nga. Mỗi phim chừng 15-20 phút.
- Chú heo con (Поросёнок): Những chuyến phiêu lưu khôi hài của chú heo hồng. Mỗi phim chừng 10 phút.

## Danh sách
Dưới đây là nhan đề các tập phim đã phát sóng giai đoạn 2006 - 2026.
- 2005

1. Злыдни (Гуцульская truyện cổ tích) nhà sản xuất Степан Коваль
2. Ловись, рыбка (Украинская truyện cổ tích) nhà sản xuất Ирина Смирнова
3. Лис и дрозд (Украинская truyện cổ tích) nhà sản xuất Наталия Чернышева
4. Царь и ткач (Армянская truyện cổ tích) nhà sản xuất Валентин Телегин
5. Пётр и Петруша (Русская, г.Санкт-Петербург) nhà sản xuất Юрий Пронин
6. Птичья нога (Башкирская truyện cổ tích) nhà sản xuất Владислав Байрамгулов
7. Большой петух (Русская truyện cổ tích, г. Псков) nhà sản xuất Сергей Гордеев
8. Ворон-обманщик (Ительменская truyện cổ tích) nhà sản xuất Андрей Кузнецов

- 2006

1. Жихарка (Уральская truyện cổ tích) nhà sản xuất Олег Ужинов
2. Мальчик с пальчик (Белорусская truyện cổ tích) реж. Михаил Алдашин, Игорь Волчек
3. Не скажу! (Русская truyện cổ tích, г. Ростов) nhà sản xuất Елена Чернова
4. Непослушный медвежонок (Якутская truyện cổ tích) nhà sản xuất Наталья Березовая
5. Сердце зверя (Амурская truyện cổ tích) nhà sản xuất Андрей Соколов
6. Солдат и смерть (Удмуртская truyện cổ tích) реж. Эдуард Беляев, Степан Бирюков
7. Соловей (Татарская truyện cổ tích) nhà sản xuất Ирина Кодюкова
8. Шиш (Русская truyện cổ tích, г. Тула) режиссёры Игорь Вейштагин, Марина Карпова

- 2007

1. Заяц-слуга (Татарская truyện cổ tích) nhà sản xuất Елена Чернова
2. Крошечка-Хаврошечка (Русская truyện cổ tích, г. Курск) nhà sản xuất Инга Коржнева
3. «Что делать? или Куйгорож» (Мокшанская truyện cổ tích) nhà sản xuất Сергей Меринов
4. Медвежьи истории (Эвенкийская truyện cổ tích) nhà sản xuất Михаил Алдашин, Марина Карпова
5. Ну, вот ещё! (Русская truyện cổ tích, г. Владимир) nhà sản xuất Сергей Айнутдинов
6. Рыбак Оскус-Оол (Тувинская truyện cổ tích) nhà sản xuất Алексей Дёмин
7. Чепоги (Корейская truyện cổ tích, в пересказе Н. Г. Гарина-Михайловского) nhà sản xuất Леон Эстрин

- 2008

1. Глинька (Русская truyện cổ tích, г. Москва) nhà sản xuất Степан Коваль
2. Гордый мыш (Осетинская truyện cổ tích) nhà sản xuất Наталья Березовая
3. Как помирились Солнце и Луна (Таймырская truyện cổ tích) nhà sản xuất Сергей Олифиренко
4. Майма-долгожданный (Ненецкая truyện cổ tích) nhà sản xuất Инга Коржнева
5. Никита Кожемяка (Русская truyện cổ tích, Нижний Новгород) nhà sản xuất Зоя Трофимова, Юрий Черенков
6. Про Василия Блаженного (Московская легенда) nhà sản xuất Наталья Березовая
7. Про Степана-кузнеца (Казачья truyện cổ tích) nhà sản xuất Наталия Чернышёва

- 2009

1. Егорий Храбрый (По мотивам русских народных духовных стихов) nhà sản xuất Сергей Меринов
2. Козья хатка (Русская truyện cổ tích, Брянская область) реж. Эдуард Назаров, Марина Карпова
3. Лягушка и муравьи (Алтайская truyện cổ tích) nhà sản xuất Сергей Айнутдинов
4. Похождения лиса (Эвенкийская truyện cổ tích) nhà sản xuất Андрей Кузнецов
5. Про собаку Розку (Поморская) truyện cổ tích, г. Архангельск, зап. Б. Шергиным и С. Писаховым) реж. Андрей Соколов
6. Рогатый Хан (Калмыцкая truyện cổ tích) nhà sản xuất Сергей Гордеев
7. Солдатская песня (по мотивам сказки Саши Чёрного) nhà sản xuất Елена Чернова

- 2010

1. Зубы, хвост и уши (Мульти-народная truyện cổ tích про зайца) nhà sản xuất Сергей Меринов
2. После..., (Татская truyện cổ tích) nhà sản xuất Инга Коржнева
3. Проделки лиса (Хантская truyện cổ tích) nhà sản xuất Сергей Гордеев
4. Пумасипа (truyện cổ tích народа Манси) nhà sản xuất Андрей Кузнецов
5. Собачий барин (Русская truyện cổ tích, г. Москва) nhà sản xuất Валентин Телегин
6. Чукотский гамбит (Чукотская truyện cổ tích), nhà sản xuất Игорь Вейштагин

- 2012

1. Колобок (симбирская truyện cổ tích), режиссёры Эдуард Назаров, Марина Карпова
2. Петушок и кошечка (эрзянская truyện cổ tích), nhà sản xuất Сергей Меринов
3. Подарки черного ворона (грузинская truyện cổ tích), nhà sản xuất Степан Бирюков
4. Сказ хотанского ковра (уйгурская truyện cổ tích), nhà sản xuất Наталья Березовая
5. Бессмертный (татская truyện cổ tích), nhà sản xuất Михаил Алдашин

- 2013

1. Мэргэн (нанайская truyện cổ tích), nhà sản xuất Андрей Кузнецов
2. Однажды (башкирская truyện cổ tích), nhà sản xuất Владислав Байрамгулов
3. Пастуший рожок (русская truyện cổ tích), nhà sản xuất Алексей Почивалов
4. По колено ноги в золоте, по локоть руки в серебре (русская truyện cổ tích), реж. Сергей Гордеев
5. Представьте себе (еврейская truyện cổ tích), nhà sản xuất Елена Касавина
6. Солдат и птица (русская truyện cổ tích), nhà sản xuất Валентин Телегин
7. Теремок (Терем мухи) (русская truyện cổ tích), nhà sản xuất Сергей Меринов

- 2014

1. Учёный медведь (марийская truyện cổ tích), nhà sản xuất Андрей Кузнецов
2. Про солдата (солдатская truyện cổ tích), nhà sản xuất Валентин Телегин

- 2015

1. Налим Малиныч (поморская truyện cổ tích), nhà sản xuất Степан Бирюков
2. Две недлинных сказки (еврейская truyện cổ tích), nhà sản xuất Елена Касавина
3. Храбрец (удэгейская truyện cổ tích), nhà sản xuất Андрей Кузнецов

- 2017

1. Джувурук (караимская truyện cổ tích), nhà sản xuất Людмила Гринберг
2. Матрос Пётр Кошка (военная быль), nhà sản xuất Валентин Телегин
3. Потёмкинские деревни (крымская truyện cổ tích), nhà sản xuất М. Поляков

## Chế tác
Bộ phim bắt đầu sản xuất từ năm 2005 và dự định đến năm 2024 mới kết thúc với chừng 120 tập, mỗi tập 15-20 phút, do Hãng phim Hoạt họa Pilot chịu mọi khâu sản xuất và dưới sự yểm trợ tài chính - tư liệu của Bộ Văn hóa Liên bang Nga cũng như Cơ quan Điện tín và Truyền thông Đại chúng Moskva. Tập 1 đã phát sóng trên Kênh 1 ngày 14 tháng 3 năm 2006 và nhận được nhiều tín hiệu tích cực từ khán giả cùng cư dân mạng.
- Đạo diễn: Valentin Telegin, Andrey Kuznetsov, Sergey Merinov, Sergey Gordeyev, Natalya Berezovaya, Yelena Chernova, Stepan Biryukov, Mikhail Aldashin, Marina Karpova, Inga Korzhneva, Vladislav Bairamgulov, Stepan Koval, Eduard Belyayev, Oleg Uzhinov, Igor Veichtaguin, Andrey Sokolov, Natalya Chernyshova, Sergey Aynutdinov, Yelena Kasavina, Aleksey Alekseyev, Konstantin Bronzit, Milana Fyodoseyeva, Yury Pronin, Rim Sharafutdinov, Irina Smirnova, Aleksandr Tatarsky, Olga Vesyolova, Igor Volchek, Aleksey Demin, Lev Estrin, Sergey Olifirenko, Yury Tcherenkov, Zoya Trofimova, Eduard Nazarov, Aleksey Pochivalov, Georgy Zakolodyazhnyi
- Biên kịch: Mikhail Aldashin, Aleksey Alekseyev, Dmitry Andreyev, Sergey Aynutdinov, Vladislav Bairamgulov, Eduard Belyayev, Natalya Berezovaya, Stepan Biryukov, Konstantin Bronzit, Tansulpan Burakayeva, Yelena Chernova, Aleksey Demin, Lev Estrin, Milana Fyodoseyeva, Sergey Gordeyev, Yelena Komarova, Inga Korzhneva, Andrey Kuznetsov, Mikhail Lipskerov, Sergey Merinov, Eduard Nazarov, Aleksandr Papchenko, Aleksey Pochivalov, Yury Pronin, Andrey Pronkin, Sima Pronkina, Rim Sharafutdinov, Andrey Sokolov, Aleksandr Tatarsky, Valentin Telegin, Zoya Trofimova, Oleg Uzhinov, Yelena Uzhinova, Igor Veichtaguin, Georgy Zakolodyazhnyi
- Âm nhạc: Aleksandr Gusev, Lev Zemlinsky, Iliko Chitashvili, Aleksey Yakovel, Aleksey Alekseyev, Georgy Andreyanov, Irina Brokert-Aristova, Ural Idelbayev, Yury Pryalkin, Valentin Vasenkov, Anton Viskov, Georgy Andryanov, Mikhail Gorshkov, Dmitry Shevtsov, Vitaly Artist, Vladimir Nikolayev, Igor Satsevich, Sima Pronkina, Viktor Dementyev, Boris Golik, Marina Karpova